# Luke White (6e baron Annaly)
Luke Richard White, 6e baron Annaly (né le 29 juin 1954), est un pair héréditaire britannique et ancien whip du gouvernement à la Chambre des lords, qui siège sur les bancs des conservateurs.

## Jeunesse et formation
Fils unique du joueur de cricket de première classe, le 5e baron Annaly, et Marye Isabel Pepys (décédée en 1958), fille aînée du 7e comte de Cottenham, ses parents divorcent en 1956 quand il a l'âge de deux ans.
Formé au Collège d'Eton et à l'Académie royale militaire de Sandhurst, il fréquente ensuite le Collège royal d'agriculture de Cirencester, où il obtient un diplôme en gestion de domaine rural.
White rejoint les Royal Hussars comme lieutenant en 1974 et sert en Irlande du Nord. Lord Annaly succède à son père le 30 septembre 1990 en tant que baron dans la pairie du Royaume-Uni, titre créé en 1863.

## Famille
Luke White épouse Caroline Nina Garnett (née en 1960), fille cadette du colonel Robert Hugh Garnett et d'Elizabeth Ann Arthur, en 1983. Ils ont quatre enfants, dont un fils unique et héritier, Luke White (né en 1990); leurs filles sont Lavinia (née en 1987), Iona (née en 1989) et Clemmie White (née en 2001) .
Après avoir divorcé, Caroline Nina Garnet se remarie en 2015 avec Richard Bott.

## Carrière
Nommé Lord-in-waiting en 1994, Lord Annaly est whip à la Chambre des lords dans le gouvernement conservateur de John Major avec la responsabilité du Home Office et du ministère de la Défense. Avec l'adoption de la loi de 1999, Annaly ainsi que presque tous les autres pairs héréditaires perd son droit automatique de siéger à la Chambre des lords.
Lors de manifestations pro-chasse en septembre 2004, Annaly se prononce à la BBC en faveur de la poursuite de la chasse, déclarant qu'il ne s'agissait plus d'une activité élitiste.
De 2007 à 2011, Luke White est conseiller d'une paroisse au conseil du district de Cherwell représentant les conservateurs, après avoir évincé un libéral démocrate.
Luke White fait partie de son conseil d'église paroissial local (ecclésiastique) en tant que directeur d'église et est élu au synode anglican du doyenné d'Oxford.
Il est membre du Marylebone Cricket Club, Freeman de la Haberdashers 'Company et intendant de la British Horseracing Authority aux hippodromes de Wolverhampton, Warwick et Towcester.